# Tom Nuyens
Tom Nuyens (ur. 18 marca 1973 w Wilrijk, Antwerpia) – belgijski model, pierwszy Mister Belgii 1996. Zwycięzca pierwszego konkursu Mister World w 1996.